# 追蹤者遊戲
《追逐遊戲W 職權騷擾的上司是我的前女友》是由菅井友香、中村百合香主演的東京電視台深夜劇集，于2024年1月9日（8日深夜）至2月27日（26日深夜）播出。
2024年7月17日，东京电视台宣布于2024年9月4日发售该剧影像资料蓝光影碟及DVD影碟，影碟包含本篇剧集约190分钟，特典影像约130分钟。特典影像包含树雨粉丝活动、树雨特别对谈、树雨活动幕后花絮。2024年7月17日，东京电视台宣布制作本剧续篇，于2024年9月19日（周四）每周（日本时间）深夜24:30分播出。

## 剧情简介
这是以上司和部下两位女同的恋爱为轴心的复仇爱憎剧，描绘了因对前任恋人的留恋而产生的扭曲的感情纠葛。

## 演员名单

### 主要演员
| 演员       | 角色   |
| 菅井友香   | 春本树 |
| 中村百合香 | 林冬雨 |

### 其他演员
| 演员        | 角色         |
| 秋山加奈    | 林月         |
| 菊地姬奈    | 七濑双葉     |
| 椛岛光      | 小松莉莎     |
| うらじ ぬの | 坂本绫香     |
| 星野奈绪    | 高桥美咲     |
| 花柳希      | 久保结菜     |
| 黑谷友香    | 吕麻美       |
| 儿玉遥      | 三木塔子     |
| 佐藤宽太    | 青山航       |
| 胜村政信    | 石井辉义     |
| 河合朗弘    | 林浩宇       |
| 山下容莉枝  | 春本树的外婆 |
| 王玫子      | 林冬雨的妈妈 |

## チェイサーゲームW
| 各話   | 放送日        | 副题                            |
| ------ | ------------- | ------------------------------- |
| 第1話  | 2024年1月09日 | 復讐の始まり（复仇的开始）      |
| 第2話  | 1月16日       | 裏切りと執着 （背叛与执着）     |
| 第3話  | 1月23日       | 消せない未練 （未曾消失的依恋） |
| 第4話  | 1月30日       | 交わる体温 （交缠的体温）       |
| 第5話  | 2月06日       | 悪魔、来る。（恶魔来袭）        |
| 第6話  | 2月13日       | 過ちの連鎖 （错误的连锁反应）   |
| 第7話  | 2月20日       | 叶わぬ恋 （无法实现的爱恋）     |
| 最終話 | 2月27日       | CONTINUE or END                 |

## 音乐原声
| 歌曲名称      | 演唱            |        |
| Midnight Girl | Imase           | 主题曲 |
| 口癖          | あかたん Akatan | 片尾曲 |

## 见面会
| 日期          | 见面会       | 地点       | 备注                        |
| 2024年4月13日 | 树雨粉丝活动 | 山野ホール | 出演者：菅井友香 中村百合香 |

## 其他作品

### 杂志/写真集
| 年份   | 月份  | 杂志/ 写真集     | 备注                       |
| 2024年 | 2月刊 | My TV Style      | No 070封面                 |
| 2024年 | 2月刊 | TVLife首都圈版   | 内页                       |
| 2024年 | 2月刊 | Gleam光屿        | 菅井友香中村百合香双人封面 |
| 2024年 | 3月刊 | RETRO风尚        | 菅井友香中村百合香双人封面 |
| 2024年 | 3月刊 | Starry星光画报   | 菅井友香中村百合香双人封面 |
| 2024年 | 4月刊 | SoCooL           | 菅井友香中村百合香双人封面 |
| 2024年 | 4月刊 | VACATION旅见世界 | 中村百合香菅井友香双人封面 |

## 外部連結
- 「#チェイサーゲームW2 美しき天女たち」9/19(木)深夜24:30~放送スタート【テレ東公式】的X（前Twitter）（日語）
- チェイサーゲームW パワハラ上司は私の元カノ  （页面存档备份，存于） （日語）